# Vicenta Pallarès i Castelló
Vicenta Pallarès i Castelló és una activista cultural i cívica catalana.
És presidenta d'Acció Cívica Calderina i de la Federació d'Associacions de Caldes. La seva dedicació continuada al manteniment de les tradicions i a la promoció de la cultura l'ha dut a presidir la Federació Catalana de Catifaires, organitzadora, el 2012, del IV Congrés Internacional d'Art Efímer. El 2015 li fou concedida la Creu de Sant Jordi "per una destacada tasca de dinamització duta a terme des de Caldes de Montbui i estesa al conjunt de Catalunya".